# 唐尼·福曼
唐纳德·J·福曼（英語：Donald J. Forman，1926年1月17日—2018年5月10日），美国NBA联盟前职业篮球运动员。